# 刘麟瑞
刘麟瑞（？—？），山东福山人，清朝政治人物。
光绪十九年（1893年），刘麟瑞和刘凤镳兄弟双双中举。光绪二十八年（1902年）任嘉定县知县一职。